# Жандосов, Исмагамбет
Исмаганбет Жандосов (каз. Есмағанбет Жандосов; 1883 год Соркуль, Темирский район, Актюбинская область — ?) — Старший табунщик колхоза «Кенкияк» Темирского района Актюбинской области, Казахская ССР. Герой Социалистического Труда (1949).

## Биография
Жандосов Исмаганбет родился в 1883 году в местности Соркуль Темирского района Актюбинской области в семье бедного скотовода. Казах по национальности.
С раннего детства трудился у местных баев, нанимаясь на сезонные работы. После Октябрьской революции занялся своим хозяйством — разводил скот.
Образования не получил, в школе не учился, в партии не состоял. Судимостей не имел.
В 1930 году вступил в колхоз «Кенкияк» Темирского района, где работал старшим табунщиком. 
В 1948 году им было выращено 88 жеребят от 88 кобыл при табунном содержании.
В 1950 году колхоз «Кенкияк» объединился с колхозом «Соркуль» и был переименован в колхоз «ХХХ лет Казахской ССР». В этом объединённом хозяйстве продолжал трудиться табунщиком до 1954 года.
За достигнутые успехи в коневодстве в 1949 году было присвоено высокое звание Героя Социалистического Труда с вручением ордена Ленина и золотой звезды. 
Дважды был участником Всесоюзной сельскохозяйственной выставки — в 1939 и 1940 годах.
Семья: супруга (скончалась в 1946 году), сын Жандосов Мустафа, работал чабаном в совхозе «Кенкияк».
С 1950 по 1954 годы избирался депутатом Кенкиякского аулсовета.

## Награды
Указом Президиума Верховного Совета СССР от 7 октября 1949  года «за получение высокой продуктивности животноводства в 1948 году» удостоен звания Героя Социалистического Труда с вручением ордена Ленина и золотой медали «Серп и Молот».
Кроме того, был награждён медалями:
- «За доблестный труд в Великой Отечественной войне 1941–1945 гг.»
- «За трудовую доблесть» — за стабильные высокие показатели в отрасли коневодства.